# Миус
Миу́с (на украински: Міус; на руски: Миус) e река в Източна Украйна и Южна Русия.
Преминава през териториите на Луганска и Донецка области в Украйна и на Матвеево-Кургански и Неклиновски райони на Ростовска област (Русия). Влива се в Миуския лиман на Таганрогския залив на Азовско море.

## Данни
Дължината на Миус е 258 km, площта на нейния басейн – 6680 km2. Реката извира от склоновете на Донецката планинска верига. Долината ѝ в горното течение има V-образна форма, ширината на която варира от 0,2 до 1,2 km; надолу по течението, в пределите на степната зона, тя се разширява до 5 – 6 km. Бреговете са покрити с ливадна растителност и храсти. Руслото на реката лъкатуши и има ширина 15 – 25 m (в долното течение – до 45 m). Дълбочината на Миус на правите участъци достига до 6 m, а на плитките места намалява до 0,5 m. Средният дебит (на 65 км от устието) е 12,1 m3/сек.
Основни притоци: р. Глухая, р. Кринка (десни); р. Крепенкая и р. Наголная (леви).
Реката замръзва през декември и се размразява през март. Характерни са есенните наводнения. В басейна на Миус има няколко неголеми водохранилища, използвани за водоснабдяване на промишлени предприятия, хидроенергетика и мелиорация. На бреговете на реката и водохранилищата има и обекти за отдих.

## Други
По време на Втората световна война германските части създават на река Миус силно укрепен отбранителен рубеж (т.н. Миуски фронт), който удържат от декември 1941 до юли 1942 г. и от февруари до август 1943 г. Тогава съветските войски от Южния фронт, в хода на Донбаската настъпателна операция пробиват границата в района на Куйбишево. Миуският фронт за дълго задържа придвижването на Червената армия на южното направление – Ростов на Дон e освободен през февруари 1943 г., а недалече намиращият се Таганрог – едва на 30 август същата година.